# Piazza Marina

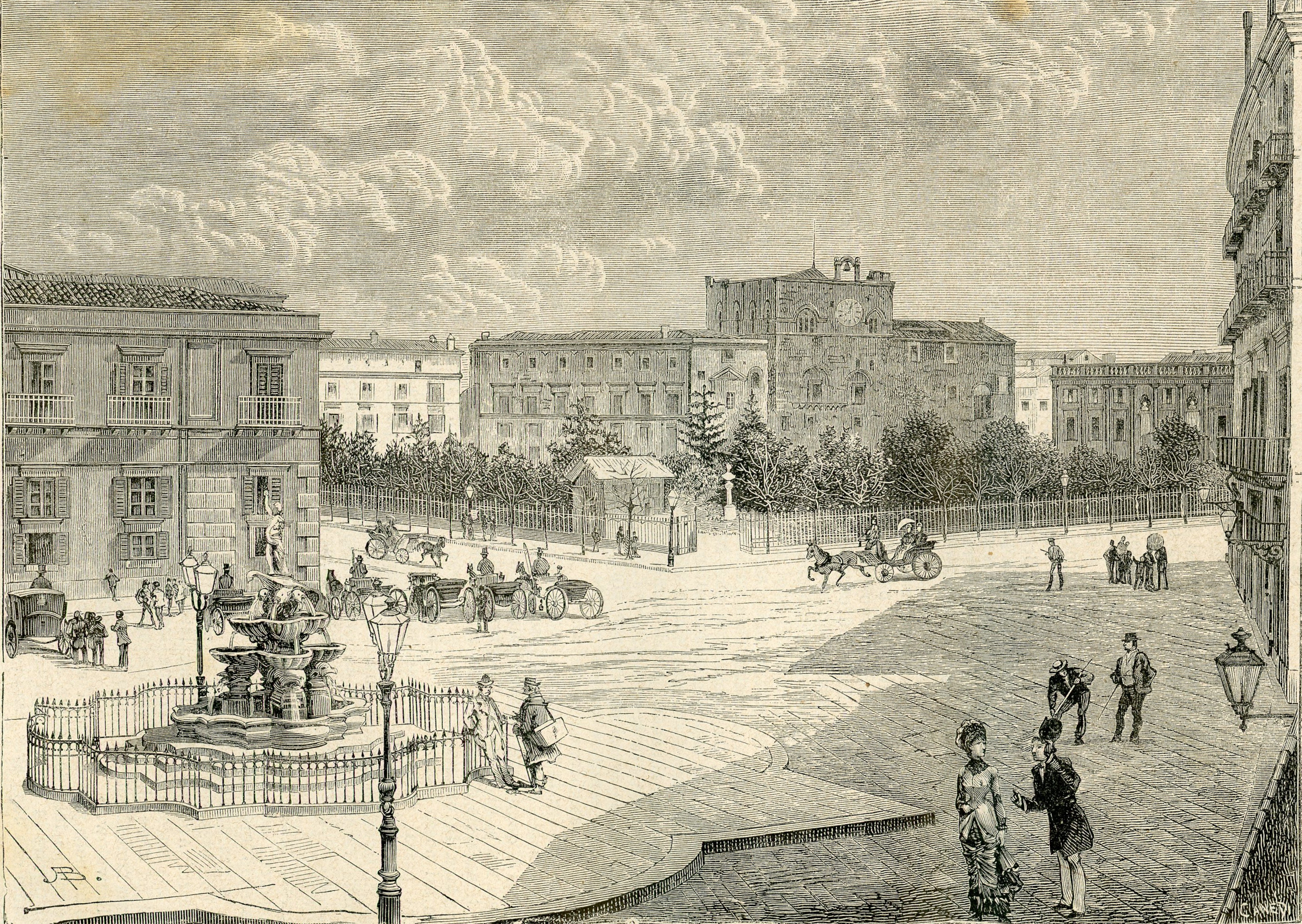
Piazza Marina in una xilografia ottocentesca

Piazza Marina è una piazza del centro storico di Palermo situata nel quartiere della Kalsa o Mandamento Tribunali. Al centro della piazza è presente la villa Garibaldi progettata dall'architetto Giovan Battista Filippo Basile nel 1863.

## Storia
La piazza, fino al Medioevo, era una palude collegata col porto cittadino della Cala. Nel XIV secolo, durante la dominazione angioina, si fecero dei lavori di bonifica. Si venne così a creare un terreno libero utilizzato dalla Santa Inquisizione per l'esecuzione capitale degli eretici provenienti dalle vicine prigioni dello  Steri. Nel 1863, Filippo Basile progettò la Villa Garibaldi, e sistemò di fronte al Palazzo delle Finanze la barocca Fontana del Garraffo, progettata da Paolo Amato e scolpita da Gioacchino Vitagliano, fino a quel momento sita nella piazza omonima nel mercato della Vucciria, posta tra la via Argenteria e la via dei Frangiai. In questa piazza nel 1909 fu ucciso Joe Petrosino, ufficiale della polizia di New York, giunto in Sicilia per indagare sulla criminalità appartenente alla cosiddetta Mano Nera.
Da tempo importante piazza della movida palermitana, nel dicembre del 2009 è nato un consorzio per la creazione di un centro commerciale naturale e per spingere il comune alla pedonalizzazione della piazza.
La pedonalizzazione ha preso corpo in alcune aree della piazza a partire dal 2014.
Nel gennaio 2011 il Comune di Palermo ha appaltato il rifacimento di tre piazze storiche cittadine includendo piazza Marina. Il progetto prevede il ripristino della pavimentazione e dell'arredo urbano, il restauro della recinzione di villa Garibaldi, il rifacimento dell'illuminazione della piazza, della fontana del Garraffo e l'illuminazione di villa Garibaldi.

## Architettura
Al suo interno vi si trova l'ottocentesca Villa Garibaldi, con il suo monumentale Ficus Macrophylla, dedicata all'eroe risorgimentale per celebrare la nascita del Regno d'Italia. A caratterizzare la piazza sono anche i numerosi edifici storici che la delimitano, tra i quali palazzo Chiaramonte o Steri, attuale sede del rettorato dell'Università degli Studi di Palermo, palazzo Galletti di San Cataldo, palazzo Fatta, palazzo Notarbartolo di Villarosa Dagnino, l'hotel de France, al cui interno vi è il Museo delle Marionette, il teatro Libero, palazzo Mirto, la chiesa di Santa Maria dei Miracoli, il Palazzo delle Finanze antica Vicaria, la chiesa di San Giovanni dei Napoletani, la chiesa di Santa Maria della Catena, la fontana del Garraffo.